# Run (Amy Macdonald)
Run is een single van Amy Macdonald. Het was de vijfde afkomstig van haar album This is the life met totaal elf tracks. De B-kant kwam niet op dat album voor. De inspiratie kwam volgens Amy Macdonald tijdens op een optreden van The Killers in Glasgow. Het gaat over dat je door blijft leven, ook al liggen tegenvallers op de loer.

## Hitnotering
De single kende weinig succes. In het Verenigd Koninkrijk kwam het niet in de UK Singles Chart top 50. In Duitsland haalde het een 36e plaats.

### Nederlandse Top 40
Het stond zes weken in de tipparade, maar haalde de eindlijst niet.

### NederlandseSingle Top 100
| Positie: | 99 | 96 | uit |

### BelgischeBRT Top 30
Deze lijst werd niet gehaald.

### VlaamseUltratop 50
Hier haalde het alleen de tipparade.

### NPO Radio 2 Top 2000
Run stond alleen in 2009 in de NPO Radio 2 Top 2000, op plek 1777.